# Pintar Lourinhã
Pintar Lourinhã foi um evento artístico ocorrido em 15 de junho de 2002 na praça José Máximo da Costa, em Lourinhã, Portugal. Participaram cerca de 50 pintores. Eles pintaram na praça ao ar livre e ao vivo. No final, houve uma exposição dos trabalhos artísticos realizados naquele dia na praça e no Centro Cultural da Lourinhã. 